# Barbus cyclolepis
Barbus cyclolepis là một loài cá trong họ Cyprinidae.
B. cyclolepis được tìm thấy ở Bulgaria, Hy Lạp, and Thổ Nhĩ Kỳ. Các môi trường sống tự nhiên của chúng là sông.